# Tully Blanchard
Tully Arthur Blanchard (22 de enero de 1954) es un luchador profesional estadounidense semirretirado de segunda generación quien hace apariciones en All Elite Wrestling (AEW). Es más conocido como miembro original de los Four Horsemen.
Trabajó para la mayoría de las organizaciones profesionales más importantes de lucha libre en los Estados Unidos: la National Wrestling Alliance, American Wrestling Association, World Championship Wrestling y World Wrestling Entertainment.

## Vida personal
Blanchard se casó el 7 de mayo de 1978 con Isabel Diane Boyles en el Condado de Bexar, Texas. Sin embargo, el matrimonio fue breve y acabó en divorcio el 30 de junio de 1980.
Blanchard se casó con Courtney Shattuck. Juntos tienen 4 hijos: Taylor, Tanner, Tessa y Tally. Más tarde se divorció, y Courtney se casó con otro exluchador, Magnum T.A., en marzo de 2005.

## Carrera
Como el hijo de la lucha libre y expromotor de lucha americana Asociación estrella Joe Blanchard, Tully Blanchard estuvo involucrado en la lucha libre profesional a una edad muy joven. Él comenzó a vender programas y refrescos en los ámbitos a la edad de diez años, y trabajó como árbitro cuando fuera mayor. Blanchard asistieron West Texas State University, donde jugó fútbol americano, por primera vez como un mariscal de campo y luego como un ala defensiva, junto a su compañero futuro Santana luchadores Tito y Ted DiBiase.

### Southwest Championship Wrestling (1975–1984)
Después de graduarse, se formó como un luchador y, finalmente, luchó para Southwest Championship Wrestling (SCW), donde también ocupó varios puestos detrás del escenario de producción y creativo. Blanchard fue muy exitoso en SCW, comenzando como una cara y trabajo en equipo con su padre en una pelea con Dory Funk Jr. y Terry. Más tarde se asoció con regularidad con Gino Hernández en el equipo de la etiqueta del talón "El Dúo Dinámico", que se celebrará tanto en el mundo y los títulos por equipos. Con el tiempo, Hernández dejó de World Class Championship Wrestling (WCCW) y formó una segunda versión de El Dúo Dinámico con Chris Adams. Blanchard entonces comenzó a luchar con la National Wrestling Alliance (NWA) Atlántico promoción. Hernández murió en 1986, Adams murió en 2001. Blanchard es el único miembro superviviente de The Dynamic Duo.

### Mid-Atlantic (1984-1988)
Con su mánager, Baby Doll, por su lado, Blanchard llegó a Wrestling Jim Crockett, Jr.'s Campeonato del Atlántico a principios de 1984. Blanchard inmediatamente entró en un feudo con Mark Youngblood en el campeonato de televisión de la NWA, que más tarde se cambió el nombre del NWA World Television Championship y WCW Campeonato Mundial de la Televisión. Blanchard ganó el título el 28 de marzo de 1984, y defendió el título contra algunos de los principales contendientes en el territorio, tales como Ricky Steamboat, a los que se enfrentan en Starrcade '84.
Después de Steamboat partió JCP para la WWF, Blanchard y Dusty Rhodes comenzó una pelea por el título de TV. El 16 de marzo de 1985, Rhodes derrotó a Blanchard para ganar el campeonato de televisión de la NWA, poniendo fin a 353 días de reinado de Blanchard. El título de pronto se cambió el nombre del Mundial de NWA campeonato de la televisión y los dos siguieron a la pelea en todo el primer semestre de 1985 con Blanchard recuperar el título y perder de nuevo a Rhodes a principios de julio de 1985 en el Great American Bash el interior de una jaula de acero, Rhodes también obtuvo los servicios de Baby Doll durante 30 días.
A finales de 1985, Blanchard despedido Baby Doll como su gerente, golpearla en un segmento de la entrevista y desató una pelea con Dusty Rhodes, quien acudió en su ayuda. Después de reemplazar Baby Doll con James J. Dillon,
Después de pelea Blanchard con Rhodes terminó, pronto se vio inmerso en otra pelea de alto perfil en la NWA Campeonato de Estados Unidos de peso pesado en manos de Magnum TA. Al igual que su pelea con Dusty Rhodes, la rivalidad de Blanchard con Magnum se convirtió en una serie de partidos sangriento y brutal, y se convirtió en una de las peleas más importantes de la NWA. El 21 de julio de 1985 Blanchard derrotó a Magnum para el Campeonato de EE. UU. por golpearlo con un objeto extraño en la mano que le dio Baby Doll, quien llegó al ring vestido como un guardia de seguridad. La pelea culminó en Starrcade 85 durante una brutal y sangrienta extremadamente I Quit partido celebrado en el interior de una jaula de acero por el título. El partido terminó con Magnum conduce un pedazo de una silla rota de madera en la frente de Blanchard, que ya era muy cortado y sangrando profusamente, lo que le obligó a presentar.
A lo largo de la segunda mitad de 1985, Blanchard y una serie de luchadores de alto perfil en la empresa a menudo competían juntos, por lo general en las variaciones de los partidos por equipos o interferring en unos de los otros partidos si que parecía estar perdiendo. Estos luchadores incluidos Ole Anderson, quien hacía tiempo que había convertido en una figura legendaria en el Atlántico Medio y territorios de Georgia, la estrella en ascenso Arn Anderson y Ric Flair, la estrella más grande en la promoción y el NWA World Heavyweight Champion. A principios de 1986, el cuarteto se convirtió en un grupo consolidado y se hacían llamar los cuatro jinetes. El grupo estableció rápidamente el dominio en el territorio mediante la captura de numerosos campeonatos con Ole y Arn la captura del NWA Campeonato Nacional por equipos con Arn ser el campeón del mundo de NWA televisión al mismo tiempo, Blanchard ganar el NWA Heavyweight Championship Nacional 03 1986 y con el instinto como el Mundial NWA Campeón. Los jinetes se peleó con el bebé más populares rostros de los territorios incluidos Magnum TA, Koloff Nikita, Dusty Rhodes, Wahoo McDaniel, Express 'n' Roll, los guerreros de camino y otros.
Los jinetes siguieron a la pelea con las otras estrellas superior de la NWA a lo largo de 1986 y 1987, especialmente después de obligar a Ole Anderson y reemplazarlo con Lex Luger. A mediados de 1987, Blanchard y Anderson comenzó a competir regularmente en el circuito de equipo de la etiqueta y rápidamente entró en un feudo con expreso del Rock 'n' Roll en el Campeonato Mundial NWA Tag Team. El feudo culminó a finales de septiembre después de Blanchard y Anderson ganó el título después de una serie de partidos de alto perfil.
Casi al mismo tiempo, Lex Luger desertó de los Caballeros y se peleó con todos ellos en el transcurso de los próximos meses. Luger rápidamente formó una sociedad con Barry Windham y compitió en la división por equipos también. El nuevo dúo derrotó a Anderson y Blanchard de 27 de marzo de 1988 a pesar de que perdería el título de nuevo a ellos un poco más de un mes más tarde después de Windham encendido Luger y se convirtió en la nueva jinetes.

### World Wrestling Federation (1988–1989)
Después de enfrentarse con Jim Crockett y booker Dusty Rhodes de su remuneración, Blanchard y Arn Anderson salió de la NWA de la World Wrestling Federation el 10 de septiembre de 1988, de perder en un cambio de título de 11:00 a la medianoche expresa en tándem de Bobby Eaton y Stan Lane, después de un breve feudo. Compañeros jinete Barry Windham y J.J. gerente Dillon dejaría más tarde por razones similares, Flair, por su parte, se plantea renunciar, pero decidió quedarse en la NWA firmado a su viejo amigo Ricky Steamboat y ponerlos en un programa juntos. En la WWF, Blanchard y Anderson eran conocidos como "The Busters cerebro" y se combina con el talón gerente de Bobby Heenan. El equipo derrotó a demolición por el Campeonato de la WWF Tag Team el 18 de julio de 1989, terminando con el reinado de demolición primera histórica, pero perdió de nuevo a la demolición del 2 de octubre de 1989.
Blanchard y Anderson estaban planeando una vuelta a la NWA. Como resultado de ello, el WWF empujó una ruptura ángulo entre Heenan y el Busters del cerebro en el 25 de noviembre de 1989 edición del Evento Principal del Sábado por la noche. Por aquel entonces, Blanchard no pasó una prueba de drogas, de dar positivo por cocaína y provocando su salida prematura de la WWF. Bobby Heenan se sustituye Blanchard como parte del equipo de la familia Heenan en Survivor Series, un mes después.
Blanchard y Anderson tenían que volver a la NWA para reformar los cuatro jinetes con Ric Flair y Anderson Ole. Sin embargo, cuando se enteró de la NWA infracción de Blanchard, que se negó a ofrecerle un contrato.
Unos meses más tarde volvería a negociar con la NWA para reunirse con los jinetes a principios de 1990, pero finalmente se redujo lo que él consideraba una oferta muy baja (se dice que la mitad de un acuerdo verbal previo). Blanchard se van a hacer algunas apariciones en la AWA en la primavera de 1990 y las tarjetas de título independiente en todo el país, pero pronto se retiraría de la lucha libre a tiempo completo para convertirse en un predicador.

### Regreso a la lucha libre profesional (1989–2007)
Él luchó con frecuencia a lo largo de la década de 1990, con sus partidos más notable es un combate con Terry Funk en Slamboree 1994 que terminó en una doble descalificación, y un empate plazo con el entonces Extreme Championship Wrestling World Heavyweight Champion Shane Douglas en 1995.
El 12 de septiembre de 1998, Blanchard se asoció con el alumno compañeros Cuatro Jinetes, Barry Windham, y derrotó a la Patrulla Fronteriza para ganar el NWA World Tag Team Titles.
Derrotó a Stan Lane en los héroes de la lucha del PPV el 10 de octubre de 1999.
El 29 de enero de 2005 a las WrestleReunion, Blanchard perdido a Jeff Jarrett.

### Retiro (2006-2008)
Se informó el 23 de octubre de 2006, que Blanchard estaba trabajando para la World Wrestling Entertainment, como un agente de Carretera / Productor. El 3 de noviembre, Dave Meltzer informó que Blanchard tuvo un enfrentamiento con JBL que le llevó a dejar de fumar. JBL dijo que Blanchard había tratado mal cuando por primera vez en la lucha libre y se refirió a Blanchard en público como un drogadicto, tramposo, mentiroso, hipócrita y que Dios utiliza para hacer dinero.
Blanchard renunció a su cargo, alegando razones de numerosos reconocimientos por su deseo de irse, con el incidente con JBL citado como una de las razones. El 8 de noviembre, afirmó Blanchard (a través de la lucha entre las cuerdas programa de radio), simplemente no era tan apasionados por el negocio como una vez fue y no podía liberar al mundo el compromiso de la hospitalidad de lucha seguramente esperan de él. Llegó a esta conclusión reflexionando sobre el backstage Chris Benoit pregunta: "¿Le echas de menos?" Blanchard cree que su ministerio en la prisión que ahora es su verdadera pasión, a pesar de tener una ya existente "Legend" contrato sigue vigente con la World Wrestling Entertainment.
Él un lugar destacado en el Flair 2007 DVD Ric y los cuatro jinetes. El 31 de marzo, edición de 2008 de WWE Raw, Blanchard se reunió con Arn Anderson, JJ Dillon, y Barry Windham para saludar al instinto recién retirado Ric. En noviembre de 2008, fue anfitrión de la parte 2 de la serie 5 Starrcade parte esencial en la WWE 24/7, así como aparece en uno de los partidos.
Blanchard es actualmente el nuevo jefe booker de la NWA: El territorio de un nuevo comienzo en Charlotte, Carolina del Norte.

### All Elite Wrestling (2019-2021)
El 17 de julio de 2019, Blanchard hizo una aparición sorpresa durante una entrevista con Jim Ross y Shawn Spears. Al día siguiente se anunció que Blanchard había firmado un acuerdo para múltiples apariciones para servir como un "asesor exclusivo" para Shawn Spears en All Elite Wrestling.
En el episodio de AEW Dynamite del 10 de marzo del 2021, atacó junto con FTR, Shawn Spears Wardlow y MJF a The Inner Circle, concretando la traición de este último a grupo liderado por Chris Jericho para luego de una semana, formar grupo denominado The Pinnacle, donde es la mente maestra del grupo, liderado por MJF.

## Nacido de nuevo al cristianismo
Sin contrato y preocupado por su problema cada vez mayor de alcohol y drogas, Blanchard se convirtió en un cristiano nacido de nuevo el 13 de noviembre de 1989. En la actualidad cuenta con un ministerio de la prisión, donde se predica el evangelio cristiano a los reclusos.
En 1992, Blanchard se unió a Charlotte escuela cristiana como entrenador asistente. Él fue referido a menudo como "La Bestia", entre los compañeros de equipo y ayudó al equipo a conseguir el campeonato NC / SC Escolar Independiente de la Asociación Atlética.

## Campeonatos y logros
- Central States Wrestling

- NWA Central States Heavyweight Championship (1 vez)

- Mid-Atlantic Championship Wrestling / Jim Crockett Promotions

- NWA National Heavyweight Championship (1 vez)1
- NWA Television Championship (1 vez)
- NWA United States Heavyweight Championship (1 vez)
- NWA World Tag Team Championship (Mid-Atlantic version) (2 veces) - con Arn Anderson
- NWA World Television Championship (2 veces)

- National Wrestling Alliance

- NWA Hall of Fame (Class of 2009)

- NWA All-Star Wrestling (North Carolina)2

- NWA World Tag Team Championship (1 vez) - con Barry Windham

- Southwest Championship Wrestling

- SCW Southwest Heavyweight Championship (6 veces3)
- SCW Southwest Tag Team Championship (5 veces) - con Gino Hernández
- SCW Southwest Television Championship (3 veces)
- SCW World Tag Team Championship (2 veces) - con Gino Hernandez

- World Wrestling Federation / WWE
  - WWF World Tag Team Championship (1 vez) - con Arn Anderson[1][18]
  - WWE Hall of Fame (2012 por ser miembro de The Four Horsemen.)

- Pro Wrestling Illustrated
  - Equipo del año (1989) con Arn Anderson (The Brain Busters)[19]
  - PWI Feud of the Year (1987) Four Horsemen vs. Super Powers y The Road Warriors
  - PWI ranked him #52 of the top 500 singles wrestlers of the "PWI Years" in 2003[20]

- Wrestling Observer Newsletter awards

- Worst Feud of the Year (1988) vs. The Midnight Rider

1Normalmente defendida en Georgia, el título fue ganado después de la Georgia Championship Wrestling fue comprado por el entonces World Wrestling Federation.

2No se debe confundir con la promoción de Vancouver, Columbia Británica basado en que existía desde principios de los 60 a finales de los 80. Esta promoción de Carolina del Norte se prolongó desde marzo de 1998 hasta enero de 1999.
3El título de TV última vez que ganó el 12 de enero de 1979 fue rebautizado con el título de peso pesado en febrero de 1979.

## Libros
- Christian Wrestlers: Wrestling With God, 2001, by Chad Bonham.

- Datos: Q651329
- Multimedia: Tully Blanchard / Q651329